# Station Carnalea
Station Carnalea is een spoorwegstation in Carnalea in het Noord-Ierse graafschap Down. Het station ligt aan de lijn Belfast - Bangor.